# Victoria Wood
Victoria Wood (Prestwich, 19 mei 1953 – Londen, 20 april 2016) was een Brits comédienne, actrice en zangeres.

## Levensloop en carrière
Wood werd in 1974 bekend na een talentenjacht op de televisie. In de jaren 80 had zij een sketchprogramma op de televisie: Victoria Wood as Seen on TV, waarin onder meer Julie Walters en Patricia Routledge meespeelden. Wood acteerde ook in films zoals in Ballet Shoes. In 1998 maakte ze haar eigen sitcom Dinnerladies waarin ze samen met Julie Walters de hoofdrol speelde. Wood won 4 BAFTA's. In totaal werd ze veertien maal genomineerd.
Wood overleed in 2016 op 62-jarige leeftijd aan kanker.